# 中央军事委员会国际军事合作办公室
中央军事委员会国际军事合作办公室是中央军委机关第一级职能部门，为中华人民共和国的军事外交机构，与中华人民共和国国防部国际军事合作办公室为一个机构两块牌子，位于北京市。

## 沿革

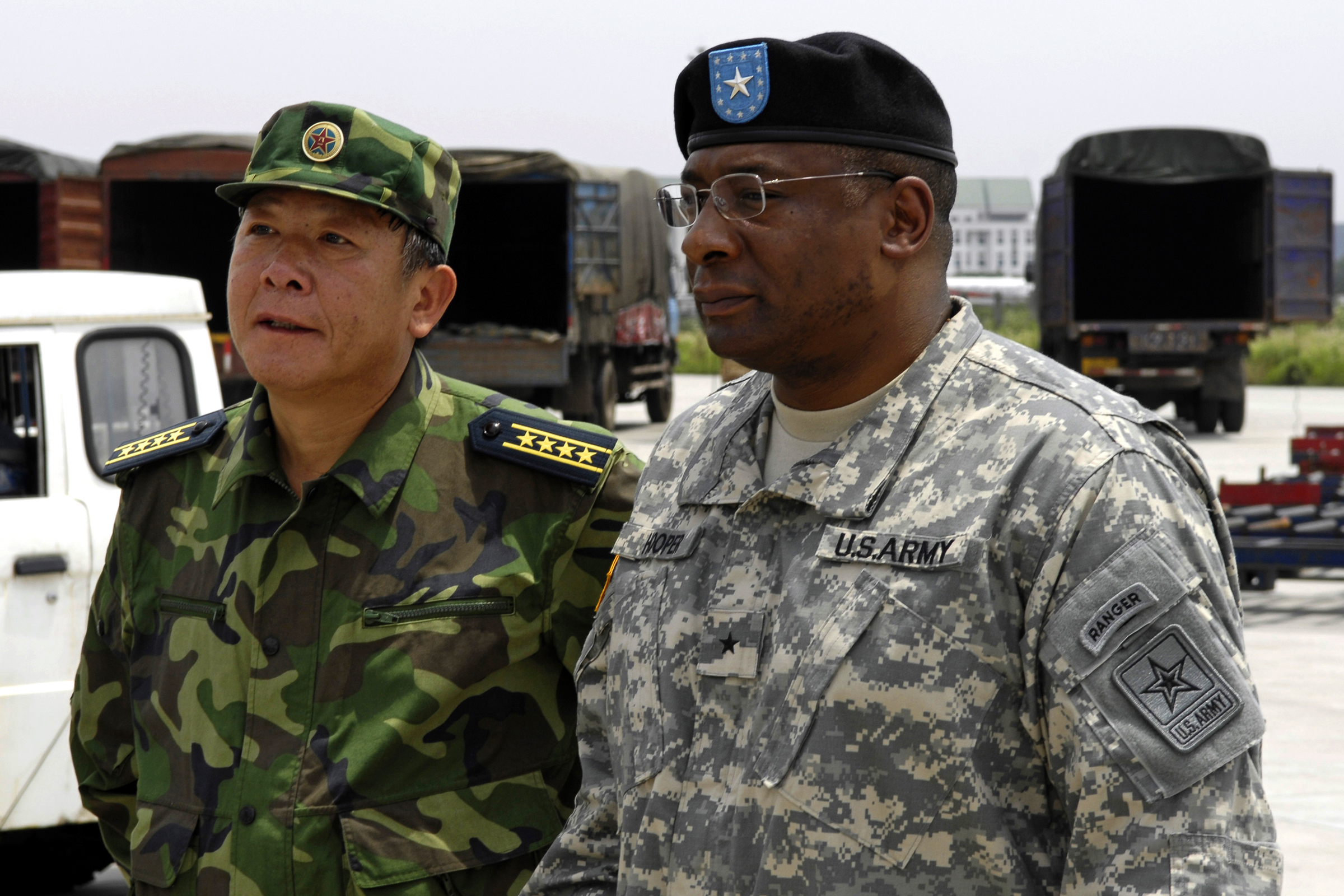
2008年5月，时任總參外事局副局長關友飛海军大校與美國駐華大使館武官胡可誠准將視察汶川大地震救災行動。

1951年3月8日，经中央人民政府人民革命军事委员会批准，中央人民政府人民革命军事委员会对外联络处（简称“军委外联处”）成立。成立初期，该处的办公地点是如今正义路北京市人民政府院内的一栋二层小楼。该处属中央人民政府人民革命军事委员会总参谋部情报部。1955年，以该处为基础成立了中华人民共和国国防部外事办公室，接受中国人民解放军总参谋部情报部和中华人民共和国国防部办公厅的双重领导，1959年后专归中华人民共和国国防部办公厅领导。1964年1月，扩编成中华人民共和国国防部办公厅外事局，下设有办公室、一处（武官）、二处（军援）、三处（调研）。1965年底，该局改归总参谋部建制，称中国人民解放军总参谋部外事局，并调整编制。此后，中国人民解放军总参谋部外事局长期对外使用“中华人民共和国国防部外事局”的名称。1998年起，改称中国人民解放军总参谋部外事办公室，对外改称“中华人民共和国国防部外事办公室”。
2016年改革前，中国人民解放军总参谋部外事办公室下设：政治部、综合局、军控军援局、亚洲局、欧亚局、美洲大洋洲局、西亚非洲局等。
2016年1月，在深化国防和军队改革中，撤销中国人民解放军总参谋部外事办公室，调整组建中央军委国际军事合作办公室。同时对外改称国防部国际军事合作办公室。主要负责对外军事交流合作、管理和协调全军外事工作等。

## 机构设置
2015年改革后，中央军委国际军事合作办公室（国防部国际军事合作办公室）设置下列机构：

### 内设机构
- 综合局
- 亚洲局[12]
- 欧亚局
- 美洲大洋洲局
- 履约事务局

……

### 直属单位
- 安全合作中心

……

### 派出机构
- 各驻外外交代表机构武官处
- 中国常驻联合国代表团军事参谋团

## 历任领导
中央人民政府人民革命军事委员会对外联络处处长
1. 安　东 （1950年3月—1951年2月）
2. 蒋克定（？—？）[13]

中国人民解放军总参谋部外事局局长
1. 蒋克定 上校（1955年—1956年3月）
2. 潘振武 少将（1963年—1969年5月）
3. 柴成文（1969年5月—1982年8月）
4. 张　彤（1982年8月—1985年8月）
5. 宋文中 少将（1985年8月—1990年6月）
6. 傅加平 少将（1990年6月—1995年1月）
7. 罗　斌 少将（1995年1月—2000年6月）
8. 詹懋海 少将（2000年6月—2003年7月）
9. 张邦栋 少将（2003年7月—2007年10月）
10. 钱利华 少将（2007年10月—2013年2月）
11. 关友飞 海军少将（2013年2月—2016年1月）

| 中央军委国际军事合作办公室主任 1. 关友飞 海军少将（2016年1月—2017年） 2. 胡昌明 少将（2017年—2018年12月） 3. 慈国巍 少将（2018年12月—） | 中央军委国际军事合作办公室副主任 - 慈国巍 少将（2016年—2018年12月） - 胡昌明 少将（2016年—2017年） - 李 际 少将（2016年—2017年11月） - 黄雪平（2017年11月—） |

## 国防部新闻局
国防部新闻局，是中华人民共和国国防部内设机构。

### 沿革
2007年12月27日，国务院新闻办公室主任蔡武说：“国防部正在筹建新闻事务局。一旦完成，将公布新闻发言人名单和联系电话，并且开展新闻发布工作。”2008年1月8日，新华社发布消息称，美国太平洋司令部司令蒂莫西·J·基廷将于1月13日到16日访华，消息援引的消息源为“国防部新闻事务局”；该消息显示国防部新闻事务局已成立。该局与总参谋部外事局（国防部外事办公室）的关系并无官方说明，但该局的国防部新闻发布会均在国防部外事办公室大楼召开，正、副局长人选也与国防部外事办公室有渊源。国防部新闻事务局局长、副局长兼任国防部新闻发言人。2016年1月，国防部新闻事务局改为国防部新闻局。

### 历任领导
| 国防部新闻局局长兼国防部新闻发言人 1. 胡昌明 大校（2008年—2010年4月） 2. 耿雁生 大校（2010年4月—2015年6月） 3. 杨宇军 大校（2015年6月—2017年8月） 4. 吴谦 大校（2017年8月—） | 国防部新闻局副局长兼国防部新闻发言人 - 黄雪平 大校（2008年—2010年4月） - 杨宇军 大校（2010年4月—2015年6月） - 吴谦 大校（2015年6月—2017年8月） - 任国强 大校（2016年2月—？） - 谭克非 大校（2019年12月—？） - 张晓刚 大校（2022年6月—） - 蒋斌 大校（2024年6月—） |

## 新中国军事外交历史陈列馆
新中国军事外交历史陈列馆，位于北京市西城区德胜门外大街6号院2号楼（在国防部国际军事合作办公室办公楼的北侧），是展示中华人民共和国军事外交历史的专题陈列馆。
2011年3月1日，新中国军事外交历史陈列馆揭幕仪式举行，中央军委委员、国务委员兼国防部长梁光烈出席，并代表中央军委看望了从事军事外交工作的官兵及离退休老同志。新中国军事外交历史陈列馆主要通过图片和实物回顾中华人民共和国军事外交的历史发展。展览以《序曲》部分开始，接下来分为五部分：《围绕战争与革命，军事外交风雨激荡》、《适应战略转变，军事外交调整推进》、《贯彻新时期军事战略方针，军事外交拓展跃升》、《高举科学发展旗帜，军事外交精彩纷呈》、《加强外事系统建设，忠诚履行使命》。